# Mitropacup 1976
De Mitropacup 1976 was de 36e editie van deze internationale beker en voorloper van de huidige Europacups.
Ook dit jaar was de opzet van het toernooi gelijk aan die van de Mitropacups in de periode van 1972-1975. Zes clubs, uit Italië, Hongarije, Joegoslavië, Oostenrijk en Tsjechoslowakije, zouden weer in twee groepen van drie deelnemers een competitie spelen en de beide winnaars zouden in een finale de winnaar bepalen.
 Groep A 
| Club              | Land                | Uitslagen | Land               | Club              |
| ----------------- | ------------------- | --------- | ------------------ | ----------------- |
| SSW Innsbruck     | Vlag van Oostenrijk | 3-4 , 1-1 | Vlag van Tsjechië  | TJ Zbrojovka Brno |
| SSW Innsbruck     | Vlag van Oostenrijk | 1-0 , 2-0 | Vlag van Hongarije | Ferencvárosi TC   |
| TJ Zbrojovka Brno | Vlag van Tsjechië   | 1-7 , 3-2 | Vlag van Hongarije | Ferencvárosi TC   |

 Klassement 
| Plaats | Club              | W : w - g - v | Punten | Doelsaldo |
| ------ | ----------------- | ------------- | ------ | --------- |
| 1      | SSW Innsbruck     | 4 : 2 - 1 - 1 | 5      | 7 - 4     |
| 2      | TJ Zbrojovka Brno | 4 : 2 - 0 - 2 | 4      | 5 - 6     |
| 3      | Ferencvárosi TC   | 4 : 1 - 1 - 2 | 3      | 5 - 7     |

 Groep B 
| Club             | Land                 | Uitslagen | Land                | Club             |
| ---------------- | -------------------- | --------- | ------------------- | ---------------- |
| Velez Mostar     | Vlag van Joegoslavië | 2-0 , 1-2 | Vlag van Oostenrijk | Austria/WAC Wien |
| Velez Mostar     | Vlag van Joegoslavië | 4-2 , 0-0 | Vlag van Italië     | AC Perugia       |
| Austria/WAC Wien | Vlag van Oostenrijk  | 1-2 , 2-1 | Vlag van Italië     | AC Perugia       |

 Klassement 
| Plaats | Club             | W : w - g - v | Punten | Doelsaldo |
| ------ | ---------------- | ------------- | ------ | --------- |
| 1      | Velez Mostar     | 4 : 2 - 1 - 1 | 5      | 7 - 4     |
| 2      | Austria/WAC Wien | 4 : 2 - 0 - 2 | 4      | 5 - 6     |
| 3      | AC Perugia       | 4 : 1 - 1- 2  | 3      | 5 - 7     |

 Finale 
| WINNAAR       | Land                | Uitslagen | Land                 | FINALIST     |
| ------------- | ------------------- | --------- | -------------------- | ------------ |
| SSW Innsbruck | Vlag van Oostenrijk | 3-1 , 3-1 | Vlag van Joegoslavië | Velez Mostar |

1927 · 1928 · 1929 · 1930 · 1931 · 1932 · 1933 · 1934 · 1935 · 1936 · 1937 · 1938 · 1939 · 1940 · 1951 · 1955 · 1956 · 1957 · 1958 · 1959 · 1960 · 1961 · 1962 · 1963 · 1964 · 1965 · 1966 · 1967 · 1968 · 1969 · 1970 · 1971 · 1972 · 1973 · 1974 · 1975 · 1976 · 1977 · 1978 · 1980 · 1981 · 1982 · 1983 · 1984 · 1985 · 1986 · 1987 · 1988 · 1989 · 1990 · 1991 · 1992